# Solenopsis quinquecuspis
Solenopsis quinquecuspis é uma espécie de formiga do gênero Solenopsis, pertencente à subfamília Myrmicinae.